# Перацете (Латина)
Перацете је насеље у Италији у округу Латина, региону Лацио.
Према процени из 2011. у насељу је живело 29 становника. Насеље се налази на надморској висини од 24 м.